# Horce (pri Škocjanu), Škocjan v Podjuni
Horce (nemško Horzach I) je naselje v Občini Škocjan v Podjuni v Okraju Velikovec na Koroškem v Avstriji.